# چاه‌تلخ (دیلم)
چاه‌تلخ، روستایی است از توابع بخش امام حسن در شهرستان دیلم استان بوشهر ایران.

## جمعیت
این روستا در دهستان لیراوی جنوبی قرار دارد و بر اساس سرشماری سال ۱۳۸۵ جمعیت آن ۱۴۸نفر (۳۶خانوار) می‌باشد.